# Ким Џи-ун
Ким Џи-ун (корејски: 김지운; рођен 6. јула 1964) је јужнокорејски филмски редитељ и сценариста.

## Каријера
Ким је почео да режира у позоришту, али је са све већим успехом радио у биоскопу, показујући успешну глуму и детаљну стилизацију у својим филмовима. Ким такође посвећује велику пажњу објављивању својих филмова на ДВД-у и иде много више од уобичајеног да их упакује са обимним документарним материјалима и откривајућим коментарима.
Ким значајно расте и као режисер и као визуелни стилиста, што показују два његова најновија филма  A Tale of Two Sisters и A Bittersweet Life, који су доживела критичарски и комерцијални успех.
Године 2010. Ким је режирао трилер  I Saw the Devil, чију глумачку екипу чине Чој Мин-сик (са којим је раније радио на свом филму The Quiet Family) и Ли Бијинг-хун (са којим је раније радио на The Good, the Bad, the Weird и A Bittersweet Life).
Кимов следећи филм био је његов деби у САД, који укључује повратак Арнолда Шварценегера на главне глумачке улоге, The Last Stand. У филму су такође глумили Џони Ноксвил, Форест Витакер, Питер Стормер и Данијел Хени.

## Филмографија

### Играни филмови
| Година | Филм                         | Редитељ | Сценариста | Продуцент |
| ------ | ---------------------------- | ------- | ---------- | --------- |
| 1998   | The Quiet Family             | Да      | Да         |           |
| 2000   | The Foul King                | Да      | Да         |           |
| 2003   | A Tale of Two Sisters        | Да      | Да         |           |
| 2005   | A Bittersweet Life           | Да      | Да         |           |
| 2008   | The Good, the Bad, the Weird | Да      | Да         | Да        |
| 2010   | I Saw the Devil              | Да      |            |           |
| 2013   | The Last Stand               | Да      |            |           |
| 2016   | The Age of Shadows           | Да      |            | Да        |
| 2018   | Illang: The Wolf Brigade     | Да      | Да         |           |

### Кратки филмови
| Година | Филм                                | Сегмент                 | Редитељ | Сценариста |
| ------ | ----------------------------------- | ----------------------- | ------- | ---------- |
| 2000   | Coming Out                          | —                       | Да      | Да         |
| 2002   | Three                               | "Memories"              | Да      | Да         |
| 2011   | 60 Seconds of Solitude in Year Zero |                         | Да      | Да         |
| 2012   | Doomsday Book                       | "The Heavenly Creature" | Да      | Да         |
| 2013   | One Perfect Day                     | —                       | Да      | Да         |
| 2013   | The X                               | —                       | Да      | Да         |
| 2020   | Live Your Strength                  | —                       | Да      | Да         |